# Ruizodendron ovale
Ruizodendron ovale är en kirimojaväxtart som först beskrevs av Hipólito Ruiz López och Pav., och fick sitt nu gällande namn av Robert Elias Fries. Ruizodendron ovale ingår i släktet Ruizodendron och familjen kirimojaväxter. Inga underarter finns listade i Catalogue of Life.